# アレッシオ・フルラン
アレッシオ・フルラン（Alessio Furlan、1976年10月16日 - ）は、イタリアのプロボクサー。トリノ県イヴレーア生まれ。IBF地中海スーパーウェルター級王者。

## 来歴

### デビュー戦
フルランは2001年5月にプロデビューする前からアマチュアボクシングで世界レベルの選手だった。デビュー戦はセッティモ・トリネーゼで6回戦として行われ、スロバキア人のRobert Andrasikを3ラウンドでKO勝ちを収めた。

### Cotenaとのタイトルマッチ
16戦を経て、2004年6月にナポリのElio Cotenaの持つイタリアスーパーウェルター級に挑戦する初めてのタイトルマッチを行うことになった。試合はトリノで行われた。
最初の試合は4ラウンドで中止され、テクニカルドローが宣告された。再戦が2004年11月に同じくトリノで組まれ、この試合ではフルランが6ラウンドで勝利し、新王者となった。
2005年10月、空位だったIBF地中海スーパーウェルター級王座を巡ってAlexander Polizziと戦い、10回KOで新王者になった。

### セバスチャン・シルベスター戦
2007年3月3日、ドイツのロストックでセバスチャン・シルベスターとWBAインターコンチネンタル王座決定戦で対戦。
試合はAlexander Povetkin、Timo Hoffmann、Robert Stieglitz、Alejandro Berrioらが出場した大会のセミメインのカードとして行われた。 
シルベスターは終始試合を支配していたが、この試合はフルランが勝った。フルランは7回にダウンし、10回にはシルベスターがカットしたが、結局12回にレフェリーが試合を止めた。シルベスターはフルランを「鉄の頭」と例え、彼はフルランを止めることができず、フルランのスタミナとパンチの強さに驚いたと語った。
フルランの次戦は2007年5月にあり、Hungarian Attila Kissに勝利した。

### ジョン・ダディ戦
フルランはアイルランド人ボクサージョン・ダディの凱旋興行の対戦相手に指名され、ダブリンで試合を行った。フルランは、ダディのスタイルの弱点を見抜いていたため、凱旋興行をぶち壊し、無敗の記録も台無しにしてやろうと思ってダブリンに向かったと語った。フルランは次のように引用しながら語った。「私はダディを尊敬しているが、私は彼を倒すための策略を思いついた。彼はタフで何物をも恐れない点で私とよく似ている。私は彼を打ち負かすが、試合後には1パイントのギネスをおごって慰めてやろうと思う。」
実際の試合では両者がカットし、議論を呼ぶものとなった。ダディは10回にフルランからダウンを奪ったが、フルランはカウント前に立ち上がった。ダディは、フルランは故障を抱えていると感じ、もう一度ダウンを奪うと、テンカウントの前にレフェリーは試合を止めた。